# Patritius Benedikt Zimmer

Patriz Benedikt Zimmer

Patritius Benedikt Zimmer, auch Patriz, (* 22. Februar 1752 in Abtsgmünd; † 16. Oktober 1820 in Steinheim an der Donau) war ein katholischer Theologe.

## Leben
Patritius Benedikt Zimmer absolvierte das Gymnasium in Ellwangen, bevor er ebendort auch ein Studium der Philosophie abschloss. Daraufhin zog es ihn im Jahr 1767 an die Universität in Dillingen, wo er Theologie und Jura studierte. Am 1. April 1775 wurde er zum Priester geweiht, zwei Jahre später im Jahr 1777 wurde er Repetitor für Kirchenrecht im damaligen Studienkonvikt Dillingen. 1783 wurde er zum Professor für Dogmatik berufen. Seit 1791 übte er parallel den Pfarrberuf in Steinheim bei Dillingen aus.
Während seiner Lehrtätigkeit in Dillingen orientierte sich Zimmer stark an Johann Michael Sailer (ebenfalls Theologieprofessor) und dem Philosophen und Naturwissenschaftler Joseph von Weber. Aufgrund von Angriffen gegen die Lehre dieses Trios, die von ehemaligen Jesuiten aus der Studienanstalt St. Salvator in Augsburg kamen, wurde Zimmer gleichzeitig mit Sailer im Jahr 1795 abgesetzt. Die offizielle Begründung für die Absetzung Zimmers war jedoch diejenige, dass er nicht länger eine Pfarrtätigkeit in Steinheim wahrnehmen könne, ohne dort vor Ort zu sein.
1799 wurde Patritius Benedikt Zimmer als Professor für Dogmatik nach Ingolstadt und Landshut berufen. Seine Tätigkeit in Steinheim als Pfarrer setzte er fort. Auch hielt er weiter engen Kontakt mit Sailer, wohnte sogar mit ihm zusammen in Landshut. Zimmer war ein leidenschaftlicher Anhänger der Philosophie Schellings und kämpfte gegen die Kantianer. Auch in Landshut wurde er zeitweilig aufgrund dieser Streitigkeiten abgesetzt.
Ab 1807 war Zimmer Professor für Biblische Archäologie, Geschichte der alten Welt und die Interpretationsgesetze der religiösen Bücher. Er versuchte, die Glaubwürdigkeit der katholischen Offenbarung und des Glaubens zu erweisen, indem er sie mit Gedanken der zeitgenössischen Philosophie verband. Seiner Ansicht nach erschließe sich die christliche Religion der Vernunft durch die Auslegung des Verhältnisses Gott-Mensch. sie zeige sich sodann als etwas zusammenhängendes und sinnvolles Ganzes, das den Menschen in seiner Freiheit anspricht. Durch diese "Begründung" der christlichen Religion formuliert Zimmer eine Kritik des zeitgenössischen Verständnisses der Vernunft: Er stellt einen Zusammenhang von Vernunft, Geschichte und Freiheit dar.
Durch die Auseinandersetzung mit Kants Philosophie bekam diese sichtbar Einflüsse auf sein Denken. Er übernahm etwa die Unterscheidung von theoretischer und praktischer Vernunft. Dennoch blieb für ihn die Vernunft auf Geschichte und Überlieferung verwiesen. Zimmer war zudem stets ein Verfechter der Identitätsphilosophie Schellings.
1807 begann er, sich wieder auf seine philosophischen Wurzeln zu besinnen und kehrte wieder stärker zu seinen Anfängen zurück. Er unterschied nunmehr eine "innere Offenbarung" und eine "äußere Offenbarung" und erkannte, dass die geschichtliche Offenbarung notwendiger Bestandteil dafür ist, dass der Mensch zu einer Reflexion der eigenen, inneren Offenbarung gelangt. Die Theologie, so Zimmer, müsse als Wissenschaft die Bedingungen des Erkennens der Geschichte und der Geschichte selbst ergründen.

## Werke
- Veritas christianae religionis, Augsburg 1789
- Veritas catholicae religionis, Augsburg 1790
- Fides existentis Dei, 1791
- Theologiae christianae specialis et theoreticae Pars I-IV, Landshut 1802–1806
- Philosophische Religionslehre, Landshut 1805
- Philosophische Untersuchung über den allgemeinen Verfall des menschlichen Geschlechtes, 2 Tle., Landshut 1809
- Untersuchung über den Begriff und die Gesetze der Geschichte, München 1817